# Balázs Elemér (zongoraművész)
Ifj. Balázs Elemér (Budapest, 2000. december 16. –) Junior Prima díjas zongorista és zeneszerző. Zenész család sarja, édesapja Balázs Elemér dzsesszdobos és zeneszerző, a magyar dzsesszélet meghatározó szereplője.
Hatévesen kezdte zongoratanulmányait, de már ezt megelőzően is komponált saját darabokat. 2016-ban édesapja felkérésére vonósokra írt darabjait a Budafoki Dohnányi Zenekar játszotta fel olyan sikerrel, hogy ez a lemez, Örök Szerelem címmel Fonogram díjat kapott ekkor.
Első színházzenéje Weöres Sándor Octopus című darabjához íródott, mely a 2018-2019-es évad előadása lett. 2019-ben Junior Prima díjat kapott. Együtt dolgozott a Liszt Ferenc Kamarazenekarral, klasszikus szóló zongoristaként fellépett már a Zeneakadémia Nagytermében, Solti termében, a Pesti Vigadó Nagytermében a Müpa Nagytermében, a Magyar Rádióban, a BMC–ben, az MTA Zenetudomány Intézetében, Az O2 Arenában Londonban, Madridban ,Los Angelesben , Barcelonában, Neversben, Párizsban, Rómában, illetve Stuttgartban. 2021-ben a világhírű Núria Rial katalán szopránénekesnővel koncertezett, aki a mai napig elismerően nyilatkozik róla.
2023-ban a Cziffra Fesztivál által alapított Kreatív művész díjban részesült.
2024-ben Yamaha Scholarshipet nyert - mellyel a Barcelonai Palaú de Músicában is fellépett.
2024 ben Highlights of Hungary jelölt lett
Második lemeze melyen Rachmaninoff illetve Liszt darabjai mellett improvizációk szerepelnek 2025-ben jelent meg.
Előadásai a klasszikus elemek és az avantgárd és a modern zenei műfajok egyedülálló keverékéről ismertek.A klasszikus improvizáció egyik úttörője. Művészként a legnagyobb vágya az innováció és az inspiráció, új életet hozva a klasszikus zene világába.

## Tanulmányai
2019 - :   Liszt Ferenc Zeneművészeti Egyetem, klasszikus zongora szak
2015 – 2019: Bartók Béla Zeneművészeti Szakközépiskola és Gimnázium, klasszikus zongora és zeneszerzés szak
- Kurzusok:
- 2018: Takács-Nagy Gábor mesterkurzus
- 2019: Vásáry Tamás zongora mesterkurzus
- 2021: Müza Rubackyté zongora mesterkurzus

## Díjai, elismerései
- Fonogram-díj – Örök szerelem című lemez (2016)
- Creative Art-díj (2017)
- Neversi Nemzetközi Zongoraverseny második helyezés (2017)
- Országos Zongoraverseny Nagydíj, illetve különdíj a legjobb Bach interpretációjáért. (2018)
- Junior Príma díj (2019)
- Nemzetközi Liszt Ferenc zongoraverseny II. helyezés (2022)
- Cziffra György Fesztivál - Kreatív Művész díj (2023)
- Yamaha Scholarship (2024)
- Highlights of Hungary jelölés (2024)

## Zeneszerzői tevékenységének lényegesebb pontjai
- Első kiadatlan zongoradarabjai (2003)

Op. 1
- 4 Introdukció vonószenekarra Balázs Elemér Group – Örök szerelem című lemezére – Fonogram díj (2015)
- Zethosz és Amphión (for solo piano) – Különdíj a Bartók konzervatórium zeneszerzőversenyén (2016)
- Waltz for Solo piano – Lemezfelvétel (2016)
- Hegedű zongora szonáta – Különdíj és második díj a Sugár Rezső zeneszerzésversenyen (2017)
- 5 dal Edgar Allen Poe tollából (2017)
- Szabó Lőrinc: Az egy álmai – Narrátorra és zongorára (2017)
- Vanguard – Angolkürtre, Vonósötösre , Fuvolára és hárfára (2017)
- 20 zongoraimprovizáció reneszánsz énekekre (2018)
- 5 parafrázis Lili Boulanger témáira (2018)
- 7 parfümök inspirálta zongoraprelűd (2018)
- Introduction and Passacaglia nagyzenekarra (2018)
- Parafràzis Grúz dalokra (2018)
- 4. Zongoraetűd (2018)

Op. 2
- 130-as zsoltár nagyzenekarra, Vukán György emlékére (2019)

Op. 3
- Weöres Sándor: Octopus avagy Szent György és a sárkány színházzene (2019)
- Aláfestőzene egy kortárstánc előadásra (2019)
- 24 Parafrázis Chopin prelűdjeire – Lemezfelvétel (2021)
- Op. 4

Butoh - Balett egy felvonásban (2024)
Szaxofonverseny (2025)

## Diszkográfia
- Balázs Elemér Group – BEG15 Örök szerelem – Hunnia Records (2015)
- Balázs Elemér – 24 Preludes – 24 Reflections – Fonó Budai Zeneház (2021)
- Elemer Balazs - Open your heart (2025)